# Вељко Милосављевић
Вељко Милосављевић (Пожаревац, 28. јун 2007) српски је фудбалер који тренутно наступа за Црвену звезду.

## Каријера
Милосављевић је за први тим Црвене звезде дебитовао код шефа стручног штаба Барака Бахара на сусрету шеснаестине финала Купа Србије за такмичарску 2023/24. На тој утакмици, одиграној 18. октобра 2023. године, против крушевачког Трајала, у игру је ушао у 79. минуту, заменивши на терену Александра Драговића. Тиме је постао трећи најмлађи дебитант у историји клуба, иза Ивана Илића и Милка Ђуровског. До краја сезоне наступио је и против екипе ОФК Вршца, такође у Купу Србије. Милосављевић је крајем септембра 2024. потписао нови трогодишњи уговор с клубом. Месец дана касније је први пут одиграо читав сусрет с Текстилцем, у оквиру шеснаестине финала Купа, претходно дебитовавши и у Суперлиги Србије против нишког Радничког. Паралелно с првим тимом, током дела сезоне је наступао за омладински састав, али и за Графичар у Првој лиги Србије. Услед одлска свих осталих дотадашњих штопера у саставу, Милосављевић је од фебруара 2025. заиграо у тандему с Андрејем Ђурићем, претходно позајмљеним Новом Пазару. Оба фудбалера су тада задовољавала услов за „бонус играча”. Против Партизана је као сениор по први пут наступио на 175. вечитом дербију који је завршен резултатом 3 : 3. До краја такмичарске сезоне забележио је укупно 17 наступа за клуб у оба такмичења под окриљем Фудбалског савеза Србије, доприневши на тај начин освајању дупле круне. И наредну сезону започео је као један од двојице бонуса, уз Јована Шљивића, на отварању првенства против екипе ивањичког Јавора.

## Репрезентација
За пионирску репрезентацију Србије Милосављевић је дебитовао у двомечу с Босном и Херцеговином током септембра 2021. Истог месеца, нешто раније, позван је и у млађу кадетску репрезентацију, код селектора Александра Луковића. На Уефа развојном турниру добио је прилику да носи капитенску траку. Почетком септембра 2022. Милосављевић је дебитовао и за кадетску репрезентацију Србије. С том екипом је изборио пласман на Европско првенство и касније се нашао на списку селектора Луковића за завршни турнир. Екипа Србија је тада поражена од Пољске у четвртфиналу. Није био у саставу екипе у првој фази следећег циклуса квалификација. Током пролећа је поново наступао за екипу и био стрелац једног од погодака у победи од 3 : 0 над одговарајућом репрезентацијом Турске. Тиме је Србија поново остварила пласман на завршни турнир. Поражена је од екипе Португалије у полуфиналу тог такмичења. У септембру 2024. добио је позив за учешће на Меморијалном турниру „Стеван Ћеле Вилотић”, када је и дебитовао за омладинску репрезентацију Србије. Био стрелац једног од погодака на пријатељском сусрету с екипом Русије следећег месеца. Селектор младе репрезентације Србије, Александар Коларов, накнадно је уврстио Милосављевића на списак за провере против Бугарске и Грчке крајем маја и почетком јуна 2025, уместо Бојана Ковачевића.

## Статистика

### Клупска
Ажурирано 21. јула 2025.
|                           |          |                  |    |   |   |   |   |   |   |   |    |   |  |  |
| Црвена звезда             | 2023/24. | Суперлига Србије | 0  | 0 | 2 | 0 | 0 | 0 | — | — | 2  | 0 |  |  |
| Црвена звезда             | 2024/25. | Суперлига Србије | 14 | 0 | 3 | 0 | 0 | 0 | — | — | 17 | 0 |  |  |
| Црвена звезда             | 2025/26. | Суперлига Србије | 1  | 0 | 0 | 0 | 0 | 0 | — | — | 1  | 0 |  |  |
| Црвена звезда             | Укупно   | Укупно           | 15 | 0 | 5 | 0 | 0 | 0 | — | — | 20 | 0 |  |  |
|                           |          |                  |    |   |   |   |   |   |   |   |    |   |  |  |
| Графичар (уговорени клуб) | 2024/25. | Прва лига Србије | 9  | 0 | 0 | 0 | — | — | — | — | 9  | 0 |  |  |
|                           |          |                  |    |   |   |   |   |   |   |   |    |   |  |  |
| Каријера                  | Каријера | Каријера         | 24 | 0 | 5 | 0 | 0 | 0 | — | — | 29 | 0 |  |  |
|                           |          |                  |    |   |   |   |   |   |   |   |    |   |  |  |

### Утакмице у дресу репрезентације
| Репрезентација Србије у узрасту до 15 година старости | Репрезентација Србије у узрасту до 15 година старости | Репрезентација Србије у узрасту до 15 година старости | Репрезентација Србије у узрасту до 15 година старости | Репрезентација Србије у узрасту до 15 година старости | Репрезентација Србије у узрасту до 15 година старости | Репрезентација Србије у узрасту до 15 година старости | Репрезентација Србије у узрасту до 15 година старости | Репрезентација Србије у узрасту до 15 година старости | Репрезентација Србије у узрасту до 15 година старости |
| #                                                     | Датум                                                 | Такмичење                                             | Локација                                              | Домаћин                                               | Резултат                                              | Гост                                                  | Гол                                                   | Реф.                                                  |                                                       |
| ----------------------------------------------------- | ----------------------------------------------------- | ----------------------------------------------------- | ----------------------------------------------------- | ----------------------------------------------------- | ----------------------------------------------------- | ----------------------------------------------------- | ----------------------------------------------------- | ----------------------------------------------------- | ----------------------------------------------------- |
| 1.                                                    | 28. септембар 2021.                                   | Пријатељска утакмица                                  | Стадион на Ади Циганлији, Београд                     | Србија                                                | 2 : 0                                                 | Босна и Херцеговина                                   |                                                       | [ 34 ]                                                |                                                       |
| 2.                                                    | 30. септембар 2021.                                   | Пријатељска утакмица                                  | Стадион на Ади Циганлији, Београд                     | Србија                                                | 3 : 1                                                 | Босна и Херцеговина                                   |                                                       | [ 35 ]                                                |                                                       |
| 2                                                     | Укупан број утакмица и постигнутих погодака           | Укупан број утакмица и постигнутих погодака           | Укупан број утакмица и постигнутих погодака           | Укупан број утакмица и постигнутих погодака           | Укупан број утакмица и постигнутих погодака           | Укупан број утакмица и постигнутих погодака           | 0                                                     |                                                       |                                                       |

| Репрезентација Србије у узрасту до 16 година старости | Репрезентација Србије у узрасту до 16 година старости | Репрезентација Србије у узрасту до 16 година старости | Репрезентација Србије у узрасту до 16 година старости | Репрезентација Србије у узрасту до 16 година старости | Репрезентација Србије у узрасту до 16 година старости | Репрезентација Србије у узрасту до 16 година старости | Репрезентација Србије у узрасту до 16 година старости | Репрезентација Србије у узрасту до 16 година старости | Репрезентација Србије у узрасту до 16 година старости |
| #                                                     | Датум                                                 | Такмичење                                             | Локација                                              | Домаћин                                               | Резултат                                              | Гост                                                  | Гол                                                   | Реф.                                                  |                                                       |
| ----------------------------------------------------- | ----------------------------------------------------- | ----------------------------------------------------- | ----------------------------------------------------- | ----------------------------------------------------- | ----------------------------------------------------- | ----------------------------------------------------- | ----------------------------------------------------- | ----------------------------------------------------- | ----------------------------------------------------- |
| 1.                                                    | 21. септембар 2021.                                   | Пријатељска утакмица                                  | Национални фудбалски центар Бојана, Софија            | Бугарска                                              | 1 : 2                                                 | Србија                                                |                                                       | [ 36 ]                                                |                                                       |
| 2.                                                    | 23. септембар 2021.                                   | Пријатељска утакмица                                  | Национални фудбалски центар Бојана, Софија            | Бугарска                                              | 1 : 1                                                 | Србија                                                |                                                       | [ 37 ]                                                |                                                       |
| 3.                                                    | 2. март 2022.                                         | Пријатељска утакмица                                  | Спортски центар ФС ЦГ, Подгорица                      | Црна Гора                                             | 0 : 3                                                 | Србија                                                |                                                       | [ 38 ]                                                |                                                       |
| 4.                                                    | 12. април 2022.                                       | Меморијални турнир „Миљан Миљанић”                    | Кућа фудбала, Стара Пазова                            | Србија                                                | 3 : 2                                                 | Република Ирска                                       |                                                       | [ 39 ]                                                |                                                       |
| 5.                                                    | 14. април 2022.                                       | Меморијални турнир „Миљан Миљанић”                    | Кућа фудбала, Стара Пазова                            | Србија                                                | 4 : 3                                                 | Црна Гора                                             |                                                       | [ 40 ]                                                |                                                       |
| 6.                                                    | 5. мај 2022.                                          | Развојни турнир УЕФА                                  | Кућа фудбала, Стара Пазова                            | Србија                                                | 2 : 1                                                 | Мађарска                                              |                                                       | [ 41 ]                                                |                                                       |
| 7.                                                    | 7. мај 2022.                                          | Развојни турнир УЕФА                                  | Кућа фудбала, Стара Пазова                            | Србија                                                | 2 : 1                                                 | Словачка                                              |                                                       | [ 42 ]                                                |                                                       |
| 8.                                                    | 10. мај 2022.                                         | Развојни турнир УЕФА                                  | Кућа фудбала, Стара Пазова                            | Србија                                                | 3 : 0                                                 | Финска                                                |                                                       | [ 43 ]                                                |                                                       |
| 8                                                     | Укупан број утакмица и постигнутих погодака           | Укупан број утакмица и постигнутих погодака           | Укупан број утакмица и постигнутих погодака           | Укупан број утакмица и постигнутих погодака           | Укупан број утакмица и постигнутих погодака           | Укупан број утакмица и постигнутих погодака           |                                                       |                                                       |                                                       |

| Репрезентација Србије у узрасту до 17 година старости | Репрезентација Србије у узрасту до 17 година старости | Репрезентација Србије у узрасту до 17 година старости | Репрезентација Србије у узрасту до 17 година старости | Репрезентација Србије у узрасту до 17 година старости | Репрезентација Србије у узрасту до 17 година старости | Репрезентација Србије у узрасту до 17 година старости | Репрезентација Србије у узрасту до 17 година старости | Репрезентација Србије у узрасту до 17 година старости | Репрезентација Србије у узрасту до 17 година старости |
| #                                                     | Датум                                                 | Такмичење                                             | Локација                                              | Домаћин                                               | Резултат                                              | Гост                                                  | Гол                                                   | Реф.                                                  |                                                       |
| ----------------------------------------------------- | ----------------------------------------------------- | ----------------------------------------------------- | ----------------------------------------------------- | ----------------------------------------------------- | ----------------------------------------------------- | ----------------------------------------------------- | ----------------------------------------------------- | ----------------------------------------------------- | ----------------------------------------------------- |
| 1.                                                    | 6. септембар 2022.                                    | Пријатељска утакмица                                  | Кућа фудбала, Стара Пазова                            | Србија                                                | 2 : 4                                                 | Шведска                                               |                                                       | [ 44 ]                                                |                                                       |
| 2.                                                    | 8. септембар 2022.                                    | Пријатељска утакмица                                  | Кућа фудбала, Стара Пазова                            | Србија                                                | 2 : 1                                                 | Шведска                                               |                                                       | [ 45 ]                                                |                                                       |
| 3.                                                    | 4. октобар 2022.                                      | Пријатељска утакмица                                  | Кућа фудбала, Стара Пазова                            | Србија                                                | 4 : 1                                                 | Словенија                                             |                                                       | [ 46 ]                                                |                                                       |
| 4.                                                    | 6. октобар 2022.                                      | Пријатељска утакмица                                  | Кућа фудбала, Стара Пазова                            | Србија                                                | 5 : 2                                                 | Словенија                                             |                                                       | [ 47 ]                                                |                                                       |
| 5.                                                    | 28. март 2023.                                        | Квалификације за Европско првенство                   | Кућа фудбала, Стара Пазова                            | Израел                                                | 0 : 3                                                 | Србија                                                |                                                       | [ 48 ]                                                |                                                       |
| 6.                                                    | 19. април 2023.                                       | Пријатељска утакмица                                  | Тренинг центар, Телки                                 | Мађарска                                              | 0 : 1                                                 | Србија                                                |                                                       | [ 49 ]                                                |                                                       |
| 7.                                                    | 18. мај 2023.                                         | Европско првенство                                    | Тренинг центар, Телки                                 | Србија                                                | 2 : 4                                                 | Словенија                                             |                                                       | [ 50 ]                                                |                                                       |
| 8.                                                    | 21. мај 2023.                                         | Европско првенство                                    | Стадион Нандор Хидегкути, Будимпешта                  | Србија                                                | 2 : 0                                                 | Италија                                               |                                                       | [ 51 ]                                                |                                                       |
| 9.                                                    | 24. мај 2023.                                         | Европско првенство                                    | Стадион ФК Будаерш                                    | Шпанија                                               | 1 : 1                                                 | Србија                                                |                                                       | [ 52 ]                                                |                                                       |
| 10.                                                   | 27. мај 2023.                                         | Европско првенство                                    | Тренинг центар, Телки                                 | Пољска                                                | 3 : 2                                                 | Србија                                                |                                                       | [ 23 ]                                                |                                                       |
| 11.                                                   | 5. март 2024.                                         | Пријатељска утакмица                                  | Кућа фудбала, Стара Пазова                            | Србија                                                | 1 : 2                                                 | Словенија                                             |                                                       | [ 53 ]                                                |                                                       |
| 12.                                                   | 7. март 2024.                                         | Пријатељска утакмица                                  | Кућа фудбала, Стара Пазова                            | Србија                                                | 2 : 2                                                 | Словенија                                             |                                                       | [ 54 ]                                                |                                                       |
| 13.                                                   | 20. март 2024.                                        | Квалификације за Европско првенство                   | Стадион Рамаз Шенгелија, Кутаиси                      | Грузија                                               | 0 : 2                                                 | Србија                                                |                                                       | [ 55 ]                                                |                                                       |
| 14.                                                   | 23. март 2024.                                        | Квалификације за Европско првенство                   | Спортски центар, Цхалтубо                             | Србија                                                | 0 : 1                                                 | Данска                                                |                                                       | [ 56 ]                                                |                                                       |
| 15.                                                   | 23. март 2024.                                        | Квалификације за Европско првенство                   | Спортски центар, Цхалтубо                             | Србија                                                | 3 : 0                                                 | Турска                                                | Гол                                                   | [ 25 ]                                                |                                                       |
| 16.                                                   | 20. мај 2024.                                         | Европско првенство                                    | Стадион Паралимини                                    | Србија                                                | 1 : 0                                                 | Украјина                                              |                                                       | [ 57 ]                                                |                                                       |
| 17.                                                   | 20. мај 2024.                                         | Европско првенство                                    | Стадион Антонис Пападопулос, Ларнака                  | Кипар                                                 | 1 : 3                                                 | Србија                                                |                                                       | [ 58 ]                                                |                                                       |
| 18.                                                   | 29. мај 2024.                                         | Европско првенство                                    | АЕК Арена, Ларнака                                    | Аустрија                                              | 2 : 3                                                 | Србија                                                |                                                       | [ 59 ]                                                |                                                       |
| 19.                                                   | 2. јун 2024.                                          | Европско првенство                                    | АЕК Арена, Ларнака                                    | Србија                                                | 2 : 3                                                 | Португалија                                           |                                                       | [ 26 ]                                                |                                                       |
| 19                                                    | Укупан број утакмица и постигнутих погодака           | Укупан број утакмица и постигнутих погодака           | Укупан број утакмица и постигнутих погодака           | Укупан број утакмица и постигнутих погодака           | Укупан број утакмица и постигнутих погодака           | Укупан број утакмица и постигнутих погодака           | 1                                                     |                                                       |                                                       |

| Репрезентација Србије у узрасту до 19 година старости | Репрезентација Србије у узрасту до 19 година старости | Репрезентација Србије у узрасту до 19 година старости | Репрезентација Србије у узрасту до 19 година старости | Репрезентација Србије у узрасту до 19 година старости | Репрезентација Србије у узрасту до 19 година старости | Репрезентација Србије у узрасту до 19 година старости | Репрезентација Србије у узрасту до 19 година старости | Репрезентација Србије у узрасту до 19 година старости | Репрезентација Србије у узрасту до 19 година старости |
| #                                                     | Датум                                                 | Такмичење                                             | Локација                                              | Домаћин                                               | Резултат                                              | Гост                                                  | Гол                                                   | Реф.                                                  |                                                       |
| ----------------------------------------------------- | ----------------------------------------------------- | ----------------------------------------------------- | ----------------------------------------------------- | ----------------------------------------------------- | ----------------------------------------------------- | ----------------------------------------------------- | ----------------------------------------------------- | ----------------------------------------------------- | ----------------------------------------------------- |
| 1.                                                    | 6. септембар 2024.                                    | Меморијални турнир „Стеван Вилотић Ћеле”              | Градски стадион, Суботица                             | Србија                                                | 1 : 3                                                 | Мађарска                                              |                                                       | [ 60 ]                                                |                                                       |
| 2.                                                    | 10. септембар 2024.                                   | Меморијални турнир „Стеван Вилотић Ћеле”              | Градски стадион, Суботица                             | Србија                                                | 2 : 0                                                 | Португалија                                           |                                                       | [ 61 ]                                                |                                                       |
| 3.                                                    | 14. октобар 2024.                                     | Пријатељска утакмица                                  | Кућа фудбала, Стара Пазова                            | Србија                                                | 2 : 4                                                 | Русија                                                |                                                       | [ 62 ]                                                |                                                       |
| 4.                                                    | 15. октобар 2024.                                     | Пријатељска утакмица                                  | Стадион Карађорђе, Нови Сад                           | Србија                                                | 4 : 2                                                 | Русија                                                | Гол                                                   | [ 28 ]                                                |                                                       |
| 5.                                                    | 13. новембар 2024.                                    | Квалификације за Европско првенство                   | Градски стадион, Сисак                                | Србија                                                | 2 : 2                                                 | Белорусија                                            |                                                       | [ 63 ]                                                |                                                       |
| 6.                                                    | 16. новембар 2024.                                    | Квалификације за Европско првенство                   | Градски стадион, Сисак                                | Србија                                                | 2 : 0                                                 | Јерменија                                             |                                                       | [ 64 ]                                                |                                                       |
| 7.                                                    | 19. новембар 2024.                                    | Квалификације за Европско првенство                   | Стадион Бранко Чавловић-Чавлек, Карловац              | Хрватска                                              | 0 : 3                                                 | Србија                                                |                                                       | [ 65 ]                                                |                                                       |
| 8.                                                    | 19. март 2025.                                        | Квалификације за Европско првенство                   | Спортски центар „Младост“, Панчево                    | Србија                                                | 3 : 2                                                 | Израел                                                |                                                       | [ 66 ]                                                |                                                       |
| 8                                                     | Укупан број утакмица и постигнутих погодака           | Укупан број утакмица и постигнутих погодака           | Укупан број утакмица и постигнутих погодака           | Укупан број утакмица и постигнутих погодака           | Укупан број утакмица и постигнутих погодака           | Укупан број утакмица и постигнутих погодака           | 1                                                     |                                                       |                                                       |

| Репрезентација Србије у узрасту до 21 године старости | Репрезентација Србије у узрасту до 21 године старости                    | Репрезентација Србије у узрасту до 21 године старости                    | Репрезентација Србије у узрасту до 21 године старости                    | Репрезентација Србије у узрасту до 21 године старости                    | Репрезентација Србије у узрасту до 21 године старости                    | Репрезентација Србије у узрасту до 21 године старости                    | Репрезентација Србије у узрасту до 21 године старости | Репрезентација Србије у узрасту до 21 године старости | Репрезентација Србије у узрасту до 21 године старости |
| #                                                     | Датум                                                                    | Такмичење                                                                | Локација                                                                 | Домаћин                                                                  | Резултат                                                                 | Гост                                                                     | Гол                                                   | Реф.                                                  |                                                       |
| ----------------------------------------------------- | ------------------------------------------------------------------------ | ------------------------------------------------------------------------ | ------------------------------------------------------------------------ | ------------------------------------------------------------------------ | ------------------------------------------------------------------------ | ------------------------------------------------------------------------ | ----------------------------------------------------- | ----------------------------------------------------- | ----------------------------------------------------- |
| 1.                                                    | 31. мај 2025.                                                            | Пријатељска утакмица                                                     | Стадион Дубочица, Лесковац                                               | Србија                                                                   | 1 : 2                                                                    | Бугарска                                                                 |                                                       | [ 67 ]                                                |                                                       |
| 2.                                                    | 4. јун 2025.                                                             | Пријатељска утакмица                                                     | Стадион Лагатор, Лозница                                                 | Србија                                                                   | 2 : 3                                                                    | Грчка                                                                    |                                                       | [ 68 ]                                                |                                                       |
| 2                                                     | Укупан број утакмица, постигнутих погодака и минута проведених на терену | Укупан број утакмица, постигнутих погодака и минута проведених на терену | Укупан број утакмица, постигнутих погодака и минута проведених на терену | Укупан број утакмица, постигнутих погодака и минута проведених на терену | Укупан број утакмица, постигнутих погодака и минута проведених на терену | Укупан број утакмица, постигнутих погодака и минута проведених на терену | 0                                                     |                                                       |                                                       |

## Трофеји, награде и признања
Црвена звезда
- Суперлига Србије (2) : 2023/24,[69] 2024/25.[70]
- Куп Србије (2) : 2023/24,[71] 2024/25.[72]